# نيميس
نيميس أو (نيمي) هي بلدة ومجتمع في مقاطعة أوديني، فريولي، في شمال شرق إيطاليا، بالقرب من الحدود مع سلوفينيا. تقع عند سفح جبل برناديا، وهي موطن حصن إيطالي من الحرب العالمية الأولى، وتشتهر بالنبيذ الأبيض الحلو المُسمى راماندولو.
يحد المدينة بلدة أتيميس ولوسيفيرا وبوفوليتو ورينا ديل روجال وتايبانا وتارينتو. وفقًا لإحصاء عام 1971، فإن 25.4٪ من السكان من السلوفينيين، لكنهم يتواجدون بشكل رئيسي في بعض القرى على التلال المحيطة بالبلدة، وليس في البلدة الرئيسية وبقية السهل. نظرًا للسمات العرقية واللغوية والثقافية لسكانها، تعتبر الأجزاء الجبلية من البلدية جزءًا من المنطقة التقليدية المعروفة باسم فريوليان سلافيا، أما الجزء المتبقي من البلدية، فلا يزال يتحدث الفريولية على نطاق واسع.

## التاريخ
تأسست نيميس على يد الرومان القدامى، واسمها مشتق من الكلمة اللاتينية Nemus. بعد سقوط الإمبراطورية الرومانية الغربية، استضافت البلدة كانت تضم معسكرًا رومانيًا، وذكرها بول الشماس في كتابه هيستوريا لانقوباردوروم. خلال الحرب العالمية الثانية، أحرقت قوات الأمن الخاصة المدينة بسبب وجود ألوية حزبية إيطالية ويوغوسلافية في المنطقة.

## روابط خارجية
- اتحاد حماية راماندولو
- معرض الصور الفوتوغرافية للمجتمع الجبلي
- مقال عن نبيذ راماندولو: Italianmade.com